# D'Angelo a modo mio
D'Angelo a modo mio è il trentatreesimo album del cantante italiano Gianni Celeste, cantato in lingua napoletana, pubblicato nel 2001. Secondo omaggio all'artista Nino D'Angelo e alla sua controparte Gaetano.

## Tracce
1. Luna spiona
2. Io e tte pe tutta a vita
3. Fotoromanzo
4. Luntano senza e tte
5. Amore provvisorio
6. Pe telefono
7. Sogno d'estate
8. Io vagabondo
9. E cchiù me piace
10. Sotto e stelle